# アキラのうどんはサヌキもり!!
『アキラのうどんはサヌキもり!!』は、津島っくすによる日本の4コマ漫画。
『プレコミックブンブン』（ポプラ社）に連載された。
2005年6月号・7月号に読み切り連載された後、同誌内のG-1（ギャグワン）グランプリで準優勝。同年9月号に読み切り掲載の後、2006年2月号からレギュラー連載が始まる。数回の休載を挟みながら2007年4月号まで掲載。同年5月号以降は休載とされ、そのまま雑誌自体が休刊になったため、事実上の打ち切りとなった。

## あらすじ
ある日アキラはカップうどんを食べようとフタを開けると、中からうどん人のサヌキが出てきた。

## 登場人物
アキラ
小学5年生の少年。平凡な少年で退屈な日々を送っていたが、サヌキとの出会いでドタバタな毎日を送るようになった。
運が悪く、例えばバイクに跳ねられそうになった時、ヒカルにさけるため押されたらそのまま電信柱に激突したり、隕石がつっこんでくるほどである。
サヌキ
うどん王国出身のうどん人。髪の色は水色。人を楽しませるために来たと言っているが、出会ってすぐアキラに熱湯をかけられた。うどんが好物。初期はダジャレだけだったが、後にうどんをせびるようになった。
作品中盤からは、うどんを自在にロープとして扱う能力を使用している。
ヒカル
アキラのクラスメートで金髪の少女。アキラに好意を寄せている様子。冷蔵庫を振り回すほどの怪力。ラーメンが好物。夢は女優になることだが、周囲からは「お前のやっていることは女優じゃなく女芸人への道だ」と呆れられている。
キムチ
ラーメン帝国出身のラーメン人。パートナーのヒカルと同じく怪力。サヌキに片思いしている。ラーメンが好物で、文字通りキムチを入れる。『キムチゃん爆弾』と名付けた爆弾を持ち歩いている。
サツキ
アキラとヒカルのクラスメートで青髪の少女。大金持ちの家のお嬢様。おしとやかで礼儀正しい。父親からの受け売りでなんでもお金で解決しようとする所がある。剣の腕も達人級で、家一軒を丸ごと真っ二つに斬れるほど。
テンザエモン
ソバ城出身のソバ人。ソバが好物で、タヌキに似ている。旅人だったがサツキに拾われ、パートナーになる。汗っかき。本人は嫌っているが、その口調や姿からオジさんと呼ばれる。忘れっぽいところがあり、サヌキに勝負を挑んでも気を逸らされていつもそのまま帰っている。
モモリ
　 ソバ城からやってきたウサギっぽい女の子。自分以外の女の子が「かわいい」と言われていると我慢できずに体当たりして吹っ飛ばすはた迷惑な性格。語尾に「〜の」と付けるのが口癖。
タベチ
アキラの友達の少年。無口で無表情。背丈がとても小さく、なかなか存在に気づかれない。モモリのパートナー。口癖は「〜だべ」。お笑いが好き。
ワンタン
　 ラーメン帝国の帝王で、キムチの兄。あらゆる手段でサヌキを貶めようと悪巧みを謀るも、ことごとく失敗する。サヌキに負けず劣らずのバカ。ナルシストで、一人称は「オレ様」。
ツキミ
　 サヌキの兄で天才発明家。王国よりも珍しい物を優先する変わり者。普段はサングラスをかけており、素顔はものすごく恐い。
ナガシ
　 ソーメン島のソーメン人。語尾に「ソーメーン」がつく。うどん王国からの配達物をサヌキの元まで届けに来た。
アキラのお母さん
　 仕事が忙しくなかなか家に帰ってこれない働き者。家に居着くようになったサヌキを快く住まわせてくれる。病院食を作る仕事をしている昔は大工だったらしく、サヌキ達によって全壊された自宅を一晩で建て直してみせた。

この項目は、漫画に関連した書きかけの項目です。この項目を加筆・訂正などしてくださる協力者を求めています（P:漫画/PJ漫画/PJ漫画雑誌）。

項目が漫画家・漫画原作者の場合には
を貼り付けてください。